# Spannagel-barlang

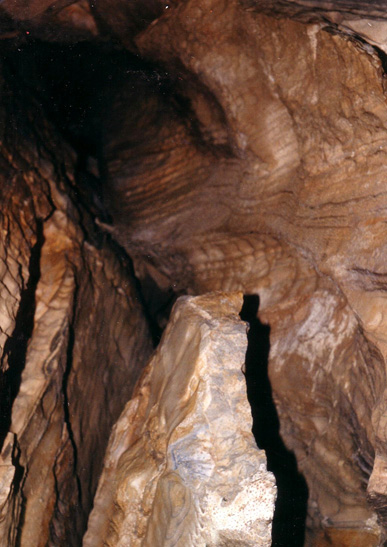

A Spannagel-barlang Tux mellett, a Zillertali Alpokban, Ausztria Tirol tartományában található. Európa legmagasabban fekvő barlangrendszere. A kb. 12,5 km hosszú barlang egy részét már feltárták. A barlang bejárata a 2531 m magasan fekvő, egykor menedékházként, ma alpesi étteremként működő Spannagelhaus alatt, a Hinterlux-gleccser nyári síterületén található. Dr. Rudolf Spannagelről nevezték el, aki 1902 és 1904 között az Osztrák Turista Klub elnöke volt.

## Kialakulása
A Zillertali Alpok túlnyomórészt plutonitból és metamorf kőzetekből épül fel, melyek nem teszik lehetővé a barlangképződést. A karsztosodó kőzetek, mint pl. a mészkő (kőzet), a dolomit, a gipsz és más karbonátok általában csak kis rétegvastagsággal rendelkeznek. A Spannagel-barlang kőzete a jura időszakban keletkezett márvány, ami több mint 90% összkarbonátot tartalmaz, s ami a nyugati tektonikai ablak, a Tauern-ablak palaburkán húzódik végig.  A korrózióval, illetve keveredési korrózióval létrejött barlang nagy kiterjedése a terület tektonikájával magyarázható.
A barlang párás, vizes, néhány barlangnyílás csak merüléssel átjárható szifonba nyílik. Bizonyos járatokban szinterlerakódás figyelhető meg. 

## Felfedezése
Alois Hotter, a Spannagelhaus akkori gazdája fedezte fel a barlangnyílást 1919-ben. Borzalmas nyílásnak nevezte, és szemétgödörnek használta. A későbbi bérlők is hulladékot szórtak bele. 1960-ban kutatta először Rudolf Radislovics a barlang elülső részét, majd egy évvel később Max A. Fink felmérte a már felfedezett barlangrészeket, és rátalált a labirintusra. Az osztrák műemlékvédelmi hivatal természetvédelmi területnek nyilvánította 1964-ben. A barlang 1994 óta látogatható. A barlangtúrákon megmutaják a színes márvány kőzeteket, a különböző szinterképződményeket, a cseppköveket, kristályokat, a vízzel telt eróziós fülkéket, a gleccsermalmokat, valamint a barlangmúzeumot. 

## Fordítás
- Ez a szócikk részben vagy egészben  a   Spannagelhöhle című német Wikipédia-szócikk ezen változatának fordításán alapul.  Az eredeti cikk szerkesztőit annak laptörténete sorolja fel. Ez a jelzés csupán a megfogalmazás eredetét és a szerzői jogokat jelzi, nem szolgál a cikkben szereplő információk forrásmegjelöléseként.